# Maus (groupe)
Pour les articles homonymes, voir Maus.
Maus est un groupe islandais de rock. Formé en 1993, le groupe se composait de Birgir Örn « Biggi » Steinarsson au chant et à la guitare, Daníel « Danni » Þorsteinsson à la batterie, Eggert Gíslason à la basse, et Páll Ragnar « Palli » Pálsson à la guitare. La plupart de leurs chansons sont chantées en islandais, bien que des versions anglaises de certaines chansons aient été publiées, ainsi que quelques chansons originales en anglais.
Le groupe a été actif jusqu'en 2004, mais continue à se produire en concert. Ils comptent cinq albums studio, un certain nombre de singles et une compilation contenant une nouvelle chanson et un CD bonus avec des démos et des remixes inédits.

## Histoire
Le groupe est formé au début de l'année 1993 dans la banlieue de Reykjavik par quatre amis : Birgir Örn Steinarsson (chant, guitare), Eggert Gíslason (basse), Páll Ragnar Pálsson (guitare) et Daníel Þorsteinsson (batterie). Au printemps de la même année, ils participent au concours Músíktilraunir et remporte le premier prix face à 30 concurrents. En 1997, ils sortent leur troisième album, Lof Mér Að Falla Að Þínu Eyra, et sont nommés meilleur groupe aux Íslensku tónlistarverðlaunin (Icelandic Music Awards) de 1998. En 1999, ils sortent leur quatrième album, Í þessi sekúndubrot sem ég flýt qui remporte plusieurs prix dans les catégories « meilleur batteur » et « meilleures paroles ».
Il est très actif et se produit en concert dans son pays d'origine et à l'étranger. À l'étranger, leurs concerts les plus remarqués ont lieu au CMJ, à Summerstage, et en tournée au Danemark. Pendant cette période, le groupe participe à tous les festivals Iceland Airwaves, y compris le premier et celui de 2017. Ils étaient un groupe de soutien populaire pour les groupes étrangers qui venaient en Islande. Il s'agit notamment de Coldplay, Blonde Redhead, Ash, Ian Brown, Keane, Modest Mouse et Placebo. De plus, Roger O'Donnell de The Cure est apparu en tant que claviériste invité sur leur album Lof mér að falla að þínu eyra. Dans son édition du 25 juillet 2003, le magazine The Reykjavík Grapevine considère Maus comme « l'un des groupes les plus mûrs et mieux développés d'Islande ».
En décembre 2004, Maus se met en pause. Les membres du groupe décident de poursuivre d'autres projets académiques ou autres, en dehors de l'Islande. Pendant ce temps, les membres travaillaient sur plusieurs projets musicaux, dont Fræ (le groupe de Palli), Sometime (le groupe de Danni) et le projet solo de Biggi. Palli (sous le nom de Páll Ragnar Pálsson) devient un compositeur classique respecté après avoir obtenu son doctorat en musique à l'Académie estonienne de musique et de théâtre de Tallinn. Birgir devient scénariste et remporte le prix du film islandais Edda avec le scénariste et réalisateur Baldvin Z pour le film Life in a Fishbowl (ou Vonarstræti), nommé d'après un titre populaire du cinquième et dernier album studio de Maus, Musick.
En août 2013, les quatre membres de Maus se retrouvent à vivre simultanément à Reykjavik, pour la première fois depuis la séparation. En novembre de la même année, ils se réunissent pour jouer lors d'un concert célébrant les 20 ans de la station de radio alternative et rock locale X977 devant une salle comble au Listasafn Reykjavíkur. Au printemps suivant, ils jouent au festival de musique Aldrei fór ég suður à Ísafjörður. Deux concerts suivent cet été-là, au premier festival Secret Solstice, et au festival de metal Eistnaflug.

## Discographie
- 1994 : Allar kenningar heimsins… …og ögn meira (Smekkleysa/Bad Taste)
- 1995 : Ghostsongs (Sproti)
- 1997 : Lof Mér Að Falla Að Þínu Eyra (Sproti)
- 1999 : Í þessi sekúndubrot sem ég flýt (Sproti)
- 2000 : How Far is Too Far? (auto-publié)
- 2002 : Nánast ólöglegt (Tónlyst)
- 2003 : Musick (Smekkleysa/Bad Taste)
- 2004 : Tónlyst 1994 - 2004 / Lystaukar 1993 - 2004